# Виет (лунный кратер)
Кратер Виет (лат. Vieta) — древний большой ударный кратер в юго-западной части видимой стороны Луны. Назван в честь французского математика, основоположника символической алгебры, Франсуа Виета (1540—1603) и утверждено Международным астрономическим союзом в 1935 г. Образование кратера относится к нектарскому периоду.

## Описание кратера
Ближайшими соседями кратера являются кратер Бюрги на северо-западе, кратер Анри (братья) на севере-северо-западе, кратер Анри на севере, кратер Кавендиш на севере-северо-востоке, кратер Де Гаспарис на северо-востоке, кратер Фурье на востоке и кратер Лакруа на юго-западе. Селенографические координаты центра кратера 29°19′ ю. ш. 56°32′ з. д. / 29,31° ю. ш. 56,53° з. д., диаметр 87,2 км, глубина 0,93 км.
Вал кратера имеет полигональную форму, умеренно разрушен и перекрыт множеством небольших кратеров, нарушен множеством разрывов и долин. Внутренний склон широкий и нерегулярный, имеет следы террасовидной структуры. Высота вала кратера над окружающей местностью 1400 м, в восточной части вала один из пиков имеет возвышение над дном чаши кратера 3350 м, другой пик к северу от него имеет возвышение над дном чаши кратера 4300 м. Объем кратера составляет приблизительно 7200 км³. Дно чаши кратера сравнительно ровное, с незначительными поднятиями местности в южной части. В северной части чаши имеется цепочка кратеров тянущаяся в направлении юго-запад – северо-восток в которую входят сателлитные кратеры Виет G,H и J (см. ниже). Имеется слабо заметный центральный пик.

## Кратковременные лунные явления
В районе кратера Виет наблюдались кратковременные лунные явления в виде изменения вида тёмных пятен южнее кратера.

## Сателлитные кратеры
| Виет | Координаты                                            | Диаметр, км |
| ---- | ----------------------------------------------------- | ----------- |
| A    | 30°21′ ю. ш. 59°28′ з. д. / 30,35° ю. ш. 59,47° з. д. | 34,1        |
| B    | 30°29′ ю. ш. 60°20′ з. д. / 30,49° ю. ш. 60,33° з. д. | 39,3        |
| C    | 28°41′ ю. ш. 58°41′ з. д. / 28,68° ю. ш. 58,68° з. д. | 12,2        |
| D    | 27°50′ ю. ш. 54°18′ з. д. / 27,84° ю. ш. 54,3° з. д.  | 7,8         |
| E    | 26°57′ ю. ш. 58°15′ з. д. / 26,95° ю. ш. 58,25° з. д. | 9,8         |
| F    | 26°47′ ю. ш. 57°52′ з. д. / 26,79° ю. ш. 57,87° з. д. | 6,2         |
| G    | 29°22′ ю. ш. 57°07′ з. д. / 29,37° ю. ш. 57,12° з. д. | 6,3         |
| H    | 29°06′ ю. ш. 56°23′ з. д. / 29,1° ю. ш. 56,39° з. д.  | 5,1         |
| J    | 28°53′ ю. ш. 56°04′ з. д. / 28,89° ю. ш. 56,06° з. д. | 5,5         |
| K    | 28°00′ ю. ш. 55°09′ з. д. / 28° ю. ш. 55,15° з. д.    | 4,8         |
| L    | 29°30′ ю. ш. 60°25′ з. д. / 29,5° ю. ш. 60,42° з. д.  | 7,3         |
| M    | 29°47′ ю. ш. 60°48′ з. д. / 29,79° ю. ш. 60,8° з. д.  | 4,7         |
| P    | 27°31′ ю. ш. 58°03′ з. д. / 27,52° ю. ш. 58,05° з. д. | 8,3         |
| T    | 32°23′ ю. ш. 57°56′ з. д. / 32,39° ю. ш. 57,93° з. д. | 28,3        |
| Y    | 30°34′ ю. ш. 55°58′ з. д. / 30,57° ю. ш. 55,96° з. д. | 10,5        |

- Образование сателлитных кратеров Виет A и B относится к нектарскому периоду[1].